# Oleg Voskobóinikov
Oleg Voskobóinikov   (Almati, 4 de juliol de 1971) és un exfutbolista kazakh de la dècada de 1990.
Fou 24 cops internacional amb la selecció del Kazakhstan.
Pel que fa a clubs, defensà els colors de FK Ordabasy Shymkent.